# Club Deportivo Diablos Rojos
Club Deportivo Diablos Rojos es un club de fútbol de Perú, de la ciudad de Juliaca en el Departamento de Puno. Fue fundado el 15 de enero de 1965 y desde 2026 participará nuevamente en la Copa Perú.

## Historia

### 1965: Fundación
El Club Deportivo Diablos Rojos fue fundado el 15 de enero de 1965 en la ciudad de Juliaca. Su tradicional rival a nivel departamental es el Alfonso Ugarte de Puno.

### 1984-1992: Paso por la Primera División
Hizo su aparición en Primera en el torneo de 1984, de la mano del ingeniero Abelardo Lanza, al aumentar el número de equipos participantes y con la creación los torneos regionales. Ese mismo año fue subcampeón de la Zona Sur accediendo al Descentralizado donde finalizaría en el último lugar. En aquella campaña tuvo en sus filas a Salvador Salguero, Manuel Carrizales, Julio “Buyo” Ramírez, Juan Rivero, Jhon Checa, Rolando Echegaray Vásquez y el juliaqueño “Cholo” Cruz.
En el campeonato de 1985 terminó en el último lugar de su zona por lo que tuvo que jugar un playoff contra el Alfonso Ugarte, último del Descentralizado, cayendo por 2-1, regresando a la Copa Perú. En 1988 regresó a Primera participando en la Zona Sur hasta 1991 cuando, al eliminarse los torneos regionales, el club no pudo ingresar al Descentralizado. Participó en el Torneo Zonal 1992 pero no clasificó a la liguilla final por lo que volvió nuevamente a la Copa Perú.

### 2008-2023: Campañas recientes en la Copa Perú
En la Copa Perú 2008 llegó hasta la Etapa Nacional pero fue eliminado en octavos de final por el IDUNSA de Arequipa.
En el torneo de la Copa Perú 2009 inició su participación en la etapa departamental. En octubre del mismo año clasifica a la Etapa Nacional de la Copa Perú en calidad de subcampeón del Grupo VIII acompañando al José María Arguedas de la ciudad de Andahuaylas. En esta fase eliminó al Unión Minas de Orcopampa y Unión Alfonso Ugarte de Tacna clasificando a las semifinales del torneo donde enfrentó al León de Huánuco siendo eliminado tras perder 2-0 de visitante y ganar 2-1 en Juliaca. En esta campaña destacaron nombres como: Miguel Ortega, Dagoberto Goyzueta, Miguel Arrazabal. En el año 2010 participó desde la etapa departamental y fue eliminado en mesa por la mala inscripción de jugadores.
En el año 2012 no logró superar la etapa Departamental, que clasificó a Alfonso Ugarte y Deportivo Binacional.
En la Copa Perú 2023 sería subcampeón departamental tras perder contra Unión Ángeles de Vizcachani pero ambos clasificaron a la Etapa Nacional donde terminó en el puesto 11 de la tabla general de la primera fase. Pasó el equipo a los diecisieavos de final donde ganó 6-0 a Renovación Pacífico en Juliaca y perdió 3-0 pero el global hace con la clasificación a los octavos de final donde se enfrentó al AJI de Calca donde empató 1-1 y ganó 2-0 en Cusco pasando a los cuartos de final donde perdió en Lima por 2-1 con Juan Pablo II College que se quedó con el cupo para la Liga 2 de 2024.

### 2024: El ascenso a Tercera División
En la Copa Perú 2024 llegó a las semifinales de la Etapa Departamental donde fue eliminado por Cultural Tambillo luego perder 3-0 de visita y ganar 1-0 como local. Sin embargo, Tambillo fue separado del torneo por temas administrativos mediante la Resolución de la Comisión de Apelaciones 41-CA-FPF-2024 y Diablos Rojos clasificó a la Etapa Nacional. En esa etapa superó la primera fase en el puesto 15 de la tabla única y clasificó a dieciseisavos de final donde enfrentó a Viargoca al que venció 3-0 como local y cayó por el mismo marcador como visitante siendo eliminado en la definición por penales. Al quedar fuera del torneo en la misma etapa que el otro representante del departamento de Puno, Unión Soratira, el cupo a la Liga 3 2025 fue obtenido por Diablos Rojos por tener más goles a favor en la fase en que ambos quedaron eliminados.

## Rivalidades
Su clásico rival en el departamento de Puno es el Alfonso Ugarte (clásico puneño) y en Juliaca su máximo rival era el Franciscano San Román (actualmente inactivo) y el Club Deportivo Enciniano (actualmente en Copa Perú) en el denominado clásico calcetero, la rivalidad no solo es con los equipos, también es por la mayor cantidad de aficionados que poseen en dicha ciudad.

## Hinchada

### Los Cuervos
Así se hace llamar la hinchada principal del equipo juliaqueño . En los últimos año han hecho actos de violencia cuando se enfrentaban ante sus clásicos rivales y más aún cuando fueron eliminados en la copa Perú .

## Uniforme
- Uniforme titular: camiseta roja, pantalón rojo, medias rojas.
- Uniforme alternativo: camiseta blanco, pantalón blanco, medias blancas.

## Datos del club
- Temporadas en Primera División: 6 (1984 - 1985, 1988 - 1991).
- Mejor puesto en la liga: 14.º

## Entrenadores
| - Máximo Carrasco (1984) - Juan Chumpitaz Rivera (1993) - Italo Herrera (2002) - Flabio Torres (2008) - Fredy García (2008) - Marco Antonio Medina Marca (2009) - César Espino (2009) - Tomás Rodríguez Concepción (2011) - Román Luque (2011) - Ernesto Enrique Mariño Velorio (2014) - Germán Pinillos (2014) | - Martín Ugarte (2015) - Lizandro Barbarán (2016) - Iván Mamani (2022) - Percy Luque (2023) - José Ramírez Cubas (2023) - Estip Hancco Cáceres (2023) - Julio César Suárez / Luis Calmet / Godofredo Venegas (2024) - Javier Uturunco (2024) - Leayton Cárdenas (2024) - Javier Arce (2024) - Juan Malpica (2025) |

## Palmarés

### Torneos regionales
| Competición regional               | Títulos     | Subcampeonatos    |
| ---------------------------------- | ----------- | ----------------- |
| Etapa Regional - Región VIII (1/1) | 2008.       | 2009.             |
| Liga Departamental de Puno (1/3)   | 2008.       | 2009, 2023, 2024. |
| Liga Superior de Puno (1/0)        | 2008.       |                   |
| Liga Provincial de San Román (2/2) | 2015, 2016. | 2014, 2023.       |
| Liga Distrital de Juliaca (2/3)    | 2014, 2023. | 2015, 2016, 2017. |